# الیزابت پاور
الیزابت پاور (به انگلیسی: Elizabeth Power) بازیگرانگلیسی است.
او بیشتر به خاطر کارش در تلویزیون بریتانیا، به ویژه نقش کریستین هویت در سریال بی‌بی‌سی شناخته می‌شود. از فیلم‌های معروف او می‌توان به بازی در فیلم افسانه مومیایی اشاره کرد.